# Gondola István (agrármérnök, 1922–1970)
Gondola István (Tiszakeszi, 1922. augusztus 17. – Debrecen, 1970. január 19.) agrármérnök. Fia ifjabb Gondola István (1951) agrármérnök.

## Életpályája
1948-ban végzett az Agrártudományi Egyetemen, 1947-től gyakornok volt az egyetem növénytani tanszékén. A zsámbéki mezőgazdasági vezetőképzőben, 1950-től az Agrártudományi Egyetem növénytani tanszékén dolgozott. 1958-tól a Mosonmagyaróvári Mezőgazdasági Akadémián a növénytani tanszék vezetője, 1961–62-ben az Akadémia tanulmányi igazgató helyettese. 1962-től a Debreceni Agrártudományi Főiskolán docens, 1964–66-ban rektorhelyettes.

## Munkássága
A Nyírség gyomcönológiájával, a talajtípusok és növénytársulások közötti összefüggésekkel, a rét- és legelőművelés fejlesztésével foglalkozott. Több szakcikke és könyvfejezete jelent meg.